# Baeomyces heteromorphus
Baeomyces heteromorphus är en lavart som beskrevs av Nyl. ex C. Bab. & Mitt. Baeomyces heteromorphus ingår i släktet Baeomyces och familjen Baeomycetaceae.   Inga underarter finns listade i Catalogue of Life.